# Dickinson (krater)
För andra betydelser, se Dickinson.
Dickinson är en nedslagskrater med en diameter på 67 kilometer, på planeten Venus. Dickinson har fått sitt namn efter den amerikanska poeten Emily Dickinson.